# Адриан Робер
Адриа́н Робе́р (фр. Adrien Robert) — псевдоним, настоящее имя Шарль Бассе́ (Charles Basset); 1822 год, Париж — 1869 год, там же) — французский писатель XIX века. Печатался также под псевдонимом Charles Newil.

## Творчество
Театральные пьесы и романы:
- Одноактный водевиль «Trafalgar» (1842)
- Contes excentriques (Париж, Hachette et Cie., 1855)
- Léandres et Isabelles (П., изд-во Alexandre Cadot, 1857)
- Jean qui pleure et Jean qui rit (П., A. Cadot, 1859)
- «Le lord de l’amirauté»,
- «Vierge aux pervenches»,
- Le Nouveau Roman comique (П., Hachette, 1861)
- «La guerre des Gueux»,
- «Le combat de chameaux»
- Одноактная комедия-водевиль «La Maison rouge» (постановка в театре Пале-Рояль, 22 мая 1864), П., E. Dentu, 1864)
- Les Proscrits de 93 (П., A. Faure, 1866)
- Le Radieux (П., Hachette, 1867)
- Le Mauvais monde (П., газета «Paris»)
- La Princesse Sophie (П., Hetzel-Jung-Treuttel)
- Les Diables rosés (П., Alexandre Cadot)
- Un Roi d’aventure (П., A. Cadot et Degorce)
- La Polka enseignée sans maître : son origine, son développement, et son influence dans le monde (в соавторстве с Перро; 1844)